# Andrés Lewin
Andrés Lewin (nacido Andrés Demian Lewin Pérez o Andrés Daniel Lewin, Buenos Aires, 8 de junio de 1978-Madrid, 5 de enero de 2016) fue un cantautor independiente argentino homosexual fallecido prematuramente con 37 años. Reticente a ser considerado un cantautor al uso es conocido por sus composiciones que abordan sin prejuicios la temática homosexual. Licenciado en psicología en la Universidad Complutense de Madrid también estudió realización de cine en el Instituto Puerta Bonita aunque no llegó a ejercitar dicha actividad.

## Trayectoria artística
Andrés Lewin nació en Buenos Aires en 1978 y con diez años se trasladó junto a su familia a San Cristóbal de los Ángeles (Madrid), ciudad en la que residió hasta su fallecimiento.

Soy un compositor que canta sus canciones
Andrés Lewin

A comienzos del año 2000 empezó su carrera musical en el circuito de pequeños locales de Madrid como Libertad 8 o Galileo Galilei. En 2003 editó su primer trabajo discográfico, para el sello Sustanzia Records, titulado Agencia de viajes. Grabado entre abril y julio de 2003 en los estudios Serendipity de Madrid, contó con la producción de Gonzalo Lasheras y Tito Dávila. El amor y desamor o la complejidad de las relaciones personales desde una óptica homosexual son las constantes de sus canciones. No obstante el resultado final es un disco más cercano al pop que a la música de cantautor. Los temas que lograron más repercusión son Despeinado y Javi y Pablo.
En 2008 se editó su segundo disco Animales y aeropuertos. Finalmente en enero de 2016 se editó, póstumamente, su tercer disco completo, La tristeza de la Vía Láctea. Meses antes había pedido que le llamaran por su segundo nombre, Demian.

## Discografía
- Objetos perdidos (maqueta) (2002)
- Agencia de viajes (2003)
- Animales y aeropuertos (2008)
- La tristeza de la Vía Láctea (2016)